# Josef Peskoller
Josef Peskoller (Lienz, 19 de agosto de 1896-29 de octubre de 1977) fue un trabajador ferroviario austríaco, activista de la resistencia y político del Partido Comunista de Austria (KPÖ). Peskoller y su esposa María organizaron actividades de resistencia durante la Segunda Guerra Mundial. Josef sufrió períodos de prisión tanto durante el austrofascismo como después del Anschluss, mientras que María fue ejecutada tras una redada de la Gestapo en 1944. Después de la guerra, Josef Peskoller fue elegido miembro del Landtag (parlamento estatal) de Carintia.

## Biografía

### Juventud
Josef Peskoller nació en Lienz el 19 de agosto de 1896. Creció en una familia de trabajadores ferroviarios y comenzó a trabajar en el Ferrocarril del Sur en 1913. Sirvió con el Kaiserjäger tirolés durante la Primera Guerra Mundial. A su regreso del servicio militar en 1918, se reincorporó a los ferrocarriles. Peskoller se unió al Partido Socialdemócrata de los Trabajadores de Austria (SDAPÖ) en 1920 y seguiría siendo miembro hasta 1934.

### Matrimonio y traslado a Villach
Peskoller se casó con Maria Greil, de origen conservador y proveniente del Tirol Oriental, en 1928. La ceremonia nupcial tuvo lugar en la Iglesia de San Nicolás en Villach, después de que un sacerdote se negara a oficiar la boda por motivos políticos. La pareja tuvo dos hijas, Helga y Roswitha. En 1932 la familia se mudó a Villach.

### Levantamiento de 1934 y secuelas
Peskoller luchó en el levantamiento de febrero de 1934 del lado del Republikanischer Schutzbund. Tras su derrota, Peskoller fue condenado a tres meses de prisión y obligado a dimitir de los Ferrocarriles Federales. Peskoller se unió al KPÖ a mediados de los años 1930.
Perseguido durante el período austrofascista, entre 1934 y 1938 pasó más de dos años en las cárceles de Villach, Lienz y Klagenfurt. Durante 1935-1936, estuvo encarcelado durante ocho meses en el Campo de detención de Wöllersdorf.
Durante estos años también estuvo desempleado durante largos periodos. La familia Peskoller luchaba para llegar a fin de mes, y María aceptó diversos trabajos domésticos y de sastrería para conseguir algunos ingresos.

### Anschlussy organización de resistencia
Después de la amnistía general de 1938 pudo recuperar su empleo en los ferrocarriles, pero después de Anschluss fue nuevamente despedido y trabajó como portero nocturno en el hotel Mosser en Villach.
La casa Peskoller en Sonnenstraße 18 en Villach se convirtió en un centro organizativo para las actividades de resistencia comunista; Josef desempeñó un papel clave en la organización del grupo. Fue arrestado nuevamente en 1940 y sentenciado a tres años de prisión. Su familia siguió sufriendo dificultades económicas. Con su marido en la cárcel, María organizó actividades de resistencia junto con algunos amigas: este grupo de mujeres en Villach ayudó a los desertores del ejército y a los trabajadores forzados a esconderse, difundió propaganda y mantuvo contactos con partisanos eslovenos y estirios. Josef Peskoller fue arrestado nuevamente en mayo de 1944. En noviembre de 1944, una incursión de la Gestapo disolvió el grupo de resistencia de Villach. María, sus dos hijas, que entonces tenían 15 y 13 años, y otros miembros del grupo de resistencia fueron arrestadas después de haber estado bajo vigilancia durante un largo período y tras las denuncias de los ciudadanos. El presidente del Tribunal Popular de Berlín, Roland Freisler, viajó a Klagenfurt para celebrar el juicio. El 18 de diciembre de 1944 María y otras siete personas fueron condenadas a muerte. María fue ejecutada el 23 de diciembre de 1944 en Graz.

### Años de posguerra
Después de la guerra, Josef fue representante de los trabajadores ferroviarios de la zona de Villach. Fue elegido para el parlamento estatal (landtag) de Carintia en 1945, uno de los tres diputados del KPÖ en Carintia y uno de los 15 diputados del parlamento estatal del KPÖ en Austria. En el parlamento estatal de Carintia, los diputados del KPÖ asumieron un papel de oposición y se abstuvieron en la elección del presidente y del gobierno estatal. Peskoller fue diputado del parlamento estatal entre el 10 de diciembre de 1945 y el 7 de noviembre de 1949. Se presentó como candidato del Bloque de Izquierda en las elecciones legislativas austriacas de octubre de 1949 en el 24.º constituencia.
Peskoller fue elegido miembro del consejo municipal de Villach en 1953 como candidato de la «Oposición Popular».
Durante unos 30 años, hasta que su salud se deterioró gravemente, Peskoller fue funcionario de la KZ-Verband. Josef Peskoller murió el 29 de octubre de 1977.